# Astacatrematula macrocotyla
Astacatrematula macrocotyla är en plattmaskart. Astacatrematula macrocotyla ingår i släktet Astacatrematula och familjen Psilostomatidae. Inga underarter finns listade i Catalogue of Life.